# 満月をまって
『満月をまって』(Basket Moon) は、1999年に出版された、アメリカ合衆国の絵本。メアリー・リン・レイ (Mary Lyn Ray) が文章、バーバラ・クーニーがイラストを担当した、児童向けの絵本。この作品は、イラストレーターであったバーバラ・クーニーの死の6ヶ月前に出版され、生前最後の作品となった。本の内容は、19世紀に、ニューヨーク州コロンビア郡の山中で、バスケットを製作して生計を立て、ハドソンの町で売る一家の姿を、少年の視点から描いたもので、クーニーの以前の作品のひとつである『にぐるまひいて』(Ox-Cart Man) と似たものになっている。ある雑誌は、この本について、「静かで美しい (quiet and beautiful)」と賞賛したという。

## 日本語版
掛川恭子の訳による、日本語翻訳版は、クーニーの死去から半年後の2000年9月に、あすなろ書房から刊行された。日本語版は新聞各紙で好意的に紹介され、2000年に出版された絵本を対象とした第6回日本絵本賞（社団法人全国学校図書館協議会、毎日新聞社）の候補作24作のひとつに選ばれた。
柳田邦男は、2001年のインタビューで、「最近いいなと感じた大人にすすめる絵本」のひとつに『満月をまって』をあげている。
- メアリー・リン・レイ著、掛川恭子訳、『満月をまって』あすなろ書房2000年ISBN 978-4751519813